# Alexandre Doucet
Pour les articles homonymes, voir Doucet.
Alexandre Joseph Doucet (1880 - 1951) est un fermier et un homme politique canadien.

## Biographie
Alexandre Doucet est né le 1er novembre 1880 à Grand-Étang, dans Clare en Nouvelle-Écosse. Son père est Joseph-Romuald Doucet et sa mère est Sophie LeBlanc. Il épouse Philomène LeBlanc le 8 juin 1903.
Il est député de Kent à la Chambre des communes du Canada de 1923 à 1926, d'abord indépendant puis en tant que conservateur à partir de 1925. Il est aussi conseiller municipal du comté de Kent et secrétaire-trésorier de la commission scolaire de Notre-Dame.
Il est membre des Chevaliers de Colomb, de la Société nationale de l'Acadie et de l'Institut canadien-français d'Ottawa.
Il est mort le 28 juillet 1951 à Notre-Dame-de-Kent, dans Dundas.